# Giulia Salzano
Giulia Salzano (Santa Maria Capua Vetere, 13 ottobre 1846 – Casoria, 17 maggio 1929) è stata una religiosa italiana, fondatrice della congregazione delle Suore catechiste del Sacro Cuore. È stata proclamata beata da papa Giovanni Paolo II nel 2003 e poi santa da papa Benedetto XVI nel 2010.

## Biografia
Giulia Salzano nacque a Santa Maria Capua Vetere (CE), il 13 ottobre 1846, da Diego, capitano dei Lancieri di Ferdinando II e da Adelaide Valentino. Rimasta orfana di padre a quattro anni, fu affidata alle Suore della Carità del Regio Orfanotrofio di San Nicola la Strada, dove stette fino all'età di 15 anni. Conseguito il diploma magistrale, insegnò nella scuola comunale di Casoria (NA), dove si era trasferita con la famiglia, dall'ottobre 1865.
Da giovane avvertì fortemente una “chiamata” alla santificazione personale, diventando esigente nel cammino spirituale e lasciandosi aiutare da anime consacrate dell'epoca. Molti di questi apostoli e predicatori di santità, diffondevano la pratica della confessione e della comunione frequente, anche in riparazione dei peccati, attraverso la devozione al Sacro Cuore. Era il periodo in cui la pratica dei primi “venerdì del mese” e dell'adorazione riparatrice divenne una via di grazia santificatrice. Affascinata dal senso e dalla profondità della devozione al Cuore di Gesù, maturò la sua totale consacrazione al Signore, manifestando una forte passione per l'annuncio evangelico, rivolto particolarmente ai più piccoli e ai giovani. A costoro soleva dire: «Nelle difficoltà della vita… confidiamo nel Divin Cuore di Gesù. Egli ci solleva e ci conforta».
A tale scopo, nel 1905, fondò la Congregazione delle Suore Catechiste del Sacro Cuore, così da incrementare e rafforzare l'impegno della catechesi che avrebbe svolto “finché avesse avuto un fil di vita”.

## Il culto
"Donna Giulietta" così chiamata dai Casoriani, morì il 17 maggio 1929 e lasciò viva la fama di santità, tanto che già il 29 gennaio 1937 fu avviato l'iter per la Canonizzazione. Il 23 aprile 2002, Papa Giovanni Paolo II dispose la pubblicazione del Decreto con il quale veniva riconosciuta l'eroicità delle virtù e il 20 dicembre dello stesso anno, era riconosciuto il miracolo attribuito alla sua intercessione. Esso, avvenuto presso l’Ospedale Cotugno nel 1993, riguarda una bambina di 10 anni, Stefania Milo, alunna delle suore al Corso Vittorio Emanuele a Napoli, che fu guarita in maniera rapida, completa e duratura senza esiti a medio e lungo termine da grave sepsi batterica con meningite purulenta, complicata da coagulazione intravasale disseminata e da sindrome di Waterhouse-Friederichsen.
È stata canonizzata da Benedetto XVI il 17 ottobre 2010.